# Omnitah

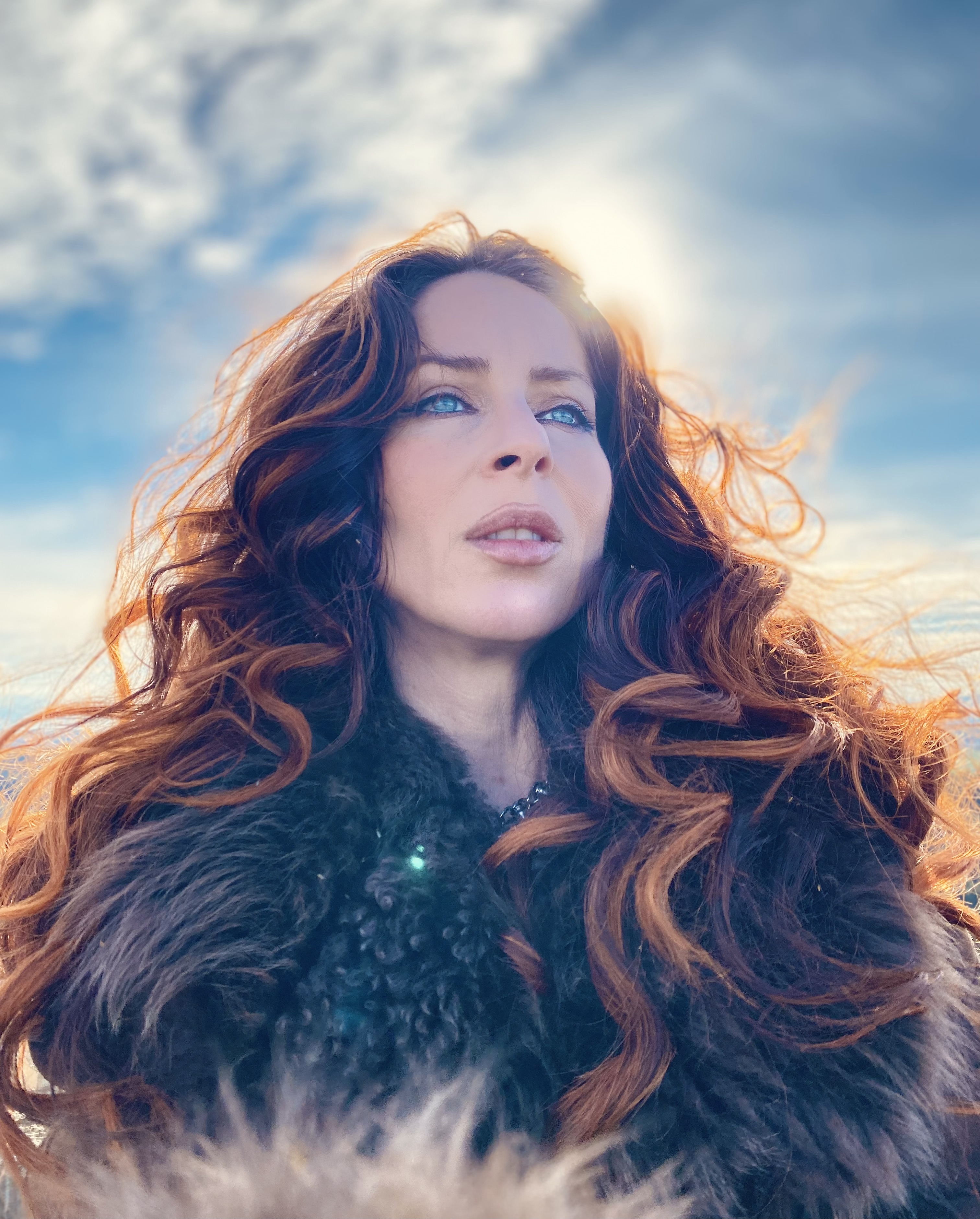
Omnitah, 2024

Omnitah Schwark (* 23. Januar 1975 in Ängelholm, Schweden) ist Sängerin, Pianistin, Geigerin, Komponistin und Mandala-Künstlerin ungarischer Abstammung.

## Leben
Omnitah, aufgewachsen in Schweden und Deutschland, stammt aus einer ungarischen Musikerfamilie: Vater Violinpädagoge und Mutter Konzertpianistin. Sie begann im Alter von drei Jahren, Violine und Klavier zu spielen, und gewann in jungen Jahren einige Wettbewerbspreise (u. a. bei „Jugend musiziert“). Bereits mit 17 Jahren studierte sie als außerordentliche Hörerin von 1992 bis 1997 an der Musikhochschule Mozarteum in Salzburg. Sie spricht fließend Ungarisch, Deutsch, Englisch und Schwedisch. Eines ihrer besonderen Talente ist das absolute Gehör.
Von 1995 bis 2003 war sie mit einem ungarischen Musiker verheiratet, mit dem sie in München ihr erstes Studio aufbaute, das Label must-music gründete (inzwischen aufgelöst) und das Arrangieren lernte. Ihr Studio nennt sich „Om´s Little Studio“.

## Musik

Omnitah beim Deutschen Rock & Pop Preis 2019

Innerhalb von 20 Jahren komponierte Omnitah rund 300 Titel. Seit 2000 produzierte und veröffentlichte sie als Singer- und Songwriterin elf Solo-Alben, gab rund 700 Konzerte in Deutschland, den Niederlanden, Luxembourg, Belgien, Österreich und in der Schweiz und ist als Sängerin, Musikerin und Arrangeurin in vielen weiteren Produktionen tätig – so auch in Kinofilmen und Fernsehserien, u. a. für Walt Disney. Beim 36. Deutschen Rock & Pop Preis wurde sie 2018 10-fache Preisträgerin, u. a. gewann sie den 1. Preis für Deutschen Singer Preis 2018 für beste Sängerin des Jahres, 1. Preis für bestes deutschsprachiges Album 2018 für die CD Seelenstaub, 1. Preis für bestes Pop-Album für die CD Teil von mir. und 1. Preis für bester neuer Rock & Pop Künstler des Jahres 2018 Beim 37. Deutschen Rock & Pop Preis wurde sie in der Hauptkategorie „Deutscher Singer-Songwriter Preis 2019“ mit dem 1. Preis ausgezeichnet. 2023 wurde Omnitah beim 41. Deutschen Rock & Pop Preis erneut ausgezeichnet mit bester Rocksong für "Don't give up", bestes Musikvideo "Mandala Girl und bestes englischsprachiges Album "Witches Brew".

## Mandalas

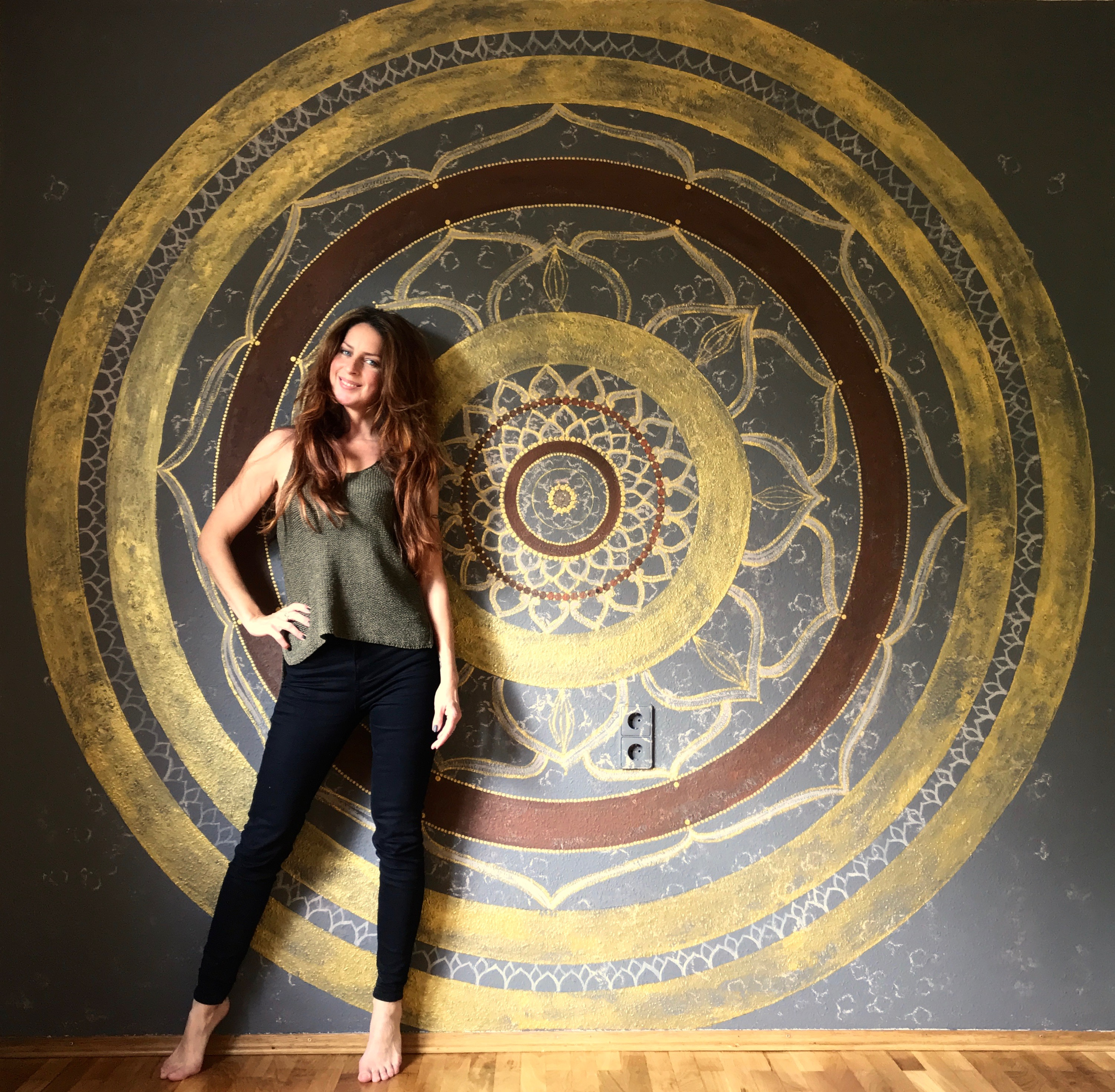
Omnitah vor ihrem Wandbild „Cottage Mandala“ 2021

Seit 2020 hat Omnitah als Mandala-Künstlerin größere Bekanntheit erlangt. Mit ihrer eigens entwickelten „Majesty Series“ malt sie Mandalas im antiken Stil direkt auf ganze Wände.

## Privat
Omnitah lebt in Fronreute (Baden-Württemberg) und ist mit dem deutschen Kameramann und Fotografen Rolf Schwark verheiratet.

## Diskografie (Auszug)
- 2000: Rules of Love (Omnitah)
- 2005: Bonsoir mademoiselle (Omnitah)
- 2006: Diary of a Gipsy (Omnitah)
- 2009: Legends of Love (Omnitah)
- 2010: Inspiration (Omnitah)
- 2011: Red Boots (Omnitah)
- 2013: Das bin ich (Omnitah)
- 2014: Teil von mir (Omnitah)
- 2017: Seelenstaub (Omnitah)
- 2019: 20#10 (Omnitah)
- 2021: Vermiss dich so (Omnitah)
- 2022: Witches Brew (Omnitah)

## Filmografie (Auswahl)
- 2002: Tarzan & Jane (TV-Film, DVD)
- 2003: Dschungelbuch 2 (Kinofilm)
- 2003: Madeline – Lost in Paris (Fernsehserie)
- 2004: Begegnungen im Licht (DVD)
- 2006: Cap und Capper 2 – Hier spielt die Musik (DVD)
- 2006: Morgen Findus wird’s was geben (Kinofilm)
- 2007: Franklin und der Wunderstein (TV-Film)
- 2007–2012: Phineas und Ferb (Fernsehserie)
- 2009: Bolt – Ein Hund für alle Fälle (Kinofilm + DVD)
- 2009: „Live … mit viel Gefühl“ (DVD)
- 2009: Küss den Frosch (Kinofilm)
- 2011: Phineas und Ferb (DVD & Soundtrack)
- 2012: Die Muppets (Kinofilm & DVD)
- 2013: Die Eiskönigin – Völlig unverfroren (Kinofilm)
- 2014: Annie (Kinofilm)

## Auszeichnungen
- mehrfache Preisträgerin „Jugend Musiziert“
- „Deutscher Singer Preis“ beim Deutschen Rock & Pop Preis 2018[1]
- „Deutscher Singer-Songwriter Preis 2019“ beim Deutschen Rock & Pop Preis 2019[2]